# 고금 성산배씨삼강문
고금 성산배씨삼강문(古今 星山裵氏三剛門)은 대한민국 전라남도 완도군 고금면 농상리에 있는 삼강문이다. 2014년 12월 24일 완도군의 향토문화유산 제18호로 지정되었다.

## 지정 사유
삼강문은 고금면 농상리 도로가에 위치하고 있으며, 정면과 측면 각 1칸의 팔각지붕 건물이다. 1872년(고종 9) 신장리에 건립된 후, 1976년 3월 현 위치로 이전 중수하였다. 내부에는 3기의 비와 함께 6개의 편액이 걸려 있다.
3기의 비는 충신 배득세(裵得世), 효자 배응규(裵應奎)·배환규(裵煥奎), 효자 배성규(裵性奎)·열녀 창녕성씨(昌寧成氏, 배성규의 처) 등의 행적이 기록되어 있다.
1871년(고종8)에 충신·효자·열녀에 대해 추증교지가 내려지고, 1872년(고종 9) 정려가 내려진 후 삼강문이 건립되었다.
따라서 성산배씨삼강문은 정려를 받아 건립된 유적이라는 점에서 큰 가치와 의의를 지니고 있다. 또한 고금을 비롯한 완도 주민들의 귀감이 되고 있다. 따라서 완도군 향토유적으로 지정하여 그 가치를 인정하고, 역사교육문화자원으로 활용하고자 한다.